# Prémio Planeta
O Prémio Planeta é um prémio literário concedido pela editora espanhola Planeta com a finalidade de premiar o melhor romance inédito. Este prémio foi fundado em 1952. e tem um valor pecuniário de 601 mil euros.

## Prémios atribuídos[3]
- 1952 - Juan José Mira (Espanha), com En la noche no hay caminos
- 1953 - Santiago Lorén (Espanha), com Una casa con goteras
- 1954 - Ana María Matute (Espanha), com Pequeño teatro
- 1955 - Antonio Prieto (Espanha), com Tres pisadas de hombre
- 1956 - Carmen Kurtz (Espanha), com El desconocido
- 1957 - Emilio Romero Gómez (Espanha), com La paz empieza nunca
- 1958 - Fernando Bermúdez de Castro (Espanha), com Pasos sin huellas
- 1959 - Andrés Bosch (Espanha), com La noche
- 1960 - Tomás Salvador (Espanha), com El atentado
- 1961 - Torcuato Luca de Tena (Espanha), com La mujer de otro
- 1962 - Ángel Vázquez (Espanha), com Se enciende y se apaga una luz
- 1963 - Luis Romero (Espanha), com El cacique
- 1964 - Concha Alós (Espanha), com Las hogueras
- 1965 - Rodrigo Rubio (Espanha), com Equipaje de amor para la tierra
- 1966 - Marta Portal (Espanha), com A tientas y a ciegas
- 1967 - Ángel María de Lera (Espanha), com Las últimas banderas
- 1968 - Manuel Ferrand (Espanha), com Con la noche a cuestas
- 1969 - Ramón J. Sender (Espanha), com En la vida de Ignacio Morel
- 1970 - Marcos Aguinis (Argentina), com La cruz invertida
- 1971 - José María Gironella (Espanha), com Condenados a vivir
- 1972 - Jesús Zárate (Colômbia), com La cárcel (único galardonado de forma póstuma, el autor falleció 5 años antes)
- 1973 - Carlos Rojas (Espanha), com Azaña
- 1974 - Xavier Benguerel (Espanha), com Icaria, Icaria...
- 1975 - Mercedes Salisachs (Espanha), com La gangrena
- 1976 - Jesús Torbado (Espanha), com En el día de hoy
- 1977 - Jorge Semprún (Espanha), com Autobiografía de Federico Sánchez
- 1978 - Juan Marsé (Espanha), com La muchacha de las bragas de oro
- 1979 - Manuel Vázquez Montalbán (Espanha), com Los mares del Sur
- 1980 - Antonio Larreta (Uruguai), com Volavérunt
- 1981 - Cristóbal Zaragoza (Espanha), com Y Dios en la última playa
- 1982 - Jesús Fernández Santos (Espanha), com Jaque a la Dama
- 1983 - José Luis Olaizola (Espanha), com La guerra del general Escobar
- 1984 - Francisco González Ledesma (Espanha), com Crónica sentimental en rojo
- 1985 - Juan Antonio Vallejo-Nágera (Espanha), com Yo, el rey
- 1986 - Terenci Moix (Espanha), com No digas que fue un sueño
- 1987 - Juan Eslava Galán (Espanha), com En busca del unicornio
- 1988 - Gonzalo Torrente Ballester (Espanha), com Filomeno, a mi pesar
- 1989 - Soledad Puértolas (Espanha), com Queda la noche
- 1990 - Antonio Gala (Espanha), com El manuscrito carmesí
- 1991 - Antonio Muñoz Molina (Espanha), com El jinete polaco
- 1992 - Fernando Sánchez Dragó (Espanha), com La prueba del laberinto
- 1993 - Mario Vargas Llosa (Peru), com Lituma en los Andes
- 1994 - Camilo José Cela (Espanha), com La cruz de San Andrés
- 1995 - Fernando G. Delgado (Espanha), com La mirada del otro
- 1996 - Fernando Schwartz (Espanha), com El desencuentro
- 1997 - Juan Manuel de Prada (Espanha), com La tempestad
- 1998 - Carmen Posadas (Espanha), com Pequeñas infamias
- 1999 - Espido Freire (Espanha), com Melocotones helados
- 2000 - Maruja Torres (Espanha), com Mientras vivimos
- 2001 - Rosa Regàs (Espanha), com La canción de Dorotea
- 2002 - Alfredo Bryce Echenique (Peru), com El huerto de mi amada
- 2003 - Antonio Skármeta (Chile), com El baile de la Victoria
- 2004 - Lucía Etxebarria (Espanha), com Un milagro en equilibrio
- 2005 - Maria de la Pau Janer (Espanha), com Pasiones romanas
- 2006 - Álvaro Pombo (Espanha), com La fortuna de Matilda Turpin
- 2007 - Juan José Millás (Espanha), com El mundo
- 2008 - Fernando Savater (Espanha), com La Hermandad de la Buena Suerte
- 2009 - Ángeles Caso (Espanha), com Contra el viento
- 2010 - Eduardo Mendoza (Espanha), com Riña de gatos. Madrid 1936
- 2011 - Javier Moro (Espanha), com El imperio eres tú
- 2012 - Lorenzo Silva (Espanha), com La marca del meridiano
- 2013 - Clara Sánchez (Espanha), com El cielo ha vuelto
- 2014 - Jorge Zepeda Patterson (México), com Milena o el fémur más bello del mundo
- 2015 - Alicia Giménez Bartlett (Espanha) com Hombres desnudos
- 2016 - Dolores Redondo (Espanha) com Todo esto te daré
- 2017 - Javier Sierra (Espanha) com El fuego invisible
- 2018 - Santiago Posteguillo (Espanha) com Yo, Julia[4]
- 2019 - Javier Cercas com Terra Alta
- 2020 - Eva García Sáenz de Urturi com Aquitania
- 2021 - Carmen Mola com Ganador
- 2022 - Luz Gabás com Lejos de Luisiana
- 2023 - Sonsoles Ónega com Las hijas de la criada